# Batalla del Zócalo del Día de la Revolución de 1935
La Batalla del Zócalo del Día de la Revolución de 1935 fue un conflicto que estalló el 20 de noviembre de 1935 durante el festival del Día de la Revolución en el Zócalo entre miembros de Acción Revolucionaria Mexicanista y organizaciones asociadas con el Partido Comunista Mexicano (PCM). La trifulca duró aproximadamente una hora y provocó entre 46 y 50 heridos y 3 muertos. Entre los heridos se encontraba el ultraderechista Nicolás Rodríguez Carrasco, líder de los Camisas Doradas. Los fallecidos fueron Carlos Salinas Vela de la Federación de Juventudes Comunistas de México; Luciano Huerta, trabajador; y José Trinidad García, trabajador no afiliado a ninguna de las organizaciones.
Después del incidente, se ejerció una intensa presión política sobre el presidente Lázaro Cárdenas para que prohibiera la organización de extrema derecha. Cárdenas llegó a un acuerdo con el Senado de la República para prohibir la organización cuatro meses después, tras otro conflicto violento entre la policía y la organización en Monterrey.

## Antecedentes
En México se habían estado produciendo huelgas laborales masivas desde principios de la década de 1930. Los movimientos y organizaciones sindicales habían acumulado una cantidad considerable de apoyo popular y político. La Acción Revolucionaria Mexicanista, más conocida como «Camisas Doradas», fue un paramilitar fascista de extrema derecha fundado en 1933. Compuesta principalmente por exmilitares, la organización contaba con el apoyo financiero de industriales como Eugenio Garza Sada y la protección política de Plutarco Elías Calles. Eran conocidos por su violenta represión sindical, retórica antisemita y xenófoba y extorsión a estudiantes, trabajadores, agricultores y pequeños industriales. A principios de 1935, el grupo se había ganado una reputación negativa entre el público en general. Múltiples organizaciones laborales realizaron constantemente manifestaciones pidiendo a los políticos que disolvieran la organización. Junto con la creciente cantidad de huelgas laborales, los enfrentamientos violentos entre los Camisas Doradas y las organizaciones laborales habían aumentado en frecuencia en los meses previos al motín.
El 2 de marzo de 1935, 100 miembros del ARM, encabezados por Ovidio Pedrero Valenzuela y Roque González Garza a caballo, asaltaron un mitin comunista realizado por Hernán Laborde. Los Camisas Doradas asaltaron la recién establecida sede del Partido Comunista Mexicano en el centro de la Ciudad de México, atacaron a miembros del partido, quemaron libros y archivos, propaganda comunista y muebles dentro del edificio. Entre los heridos se encontraban destacados miembros: Carlos Sánchez Cárdenas, Enrique Ramírez y Ramírez, José Fuster, Dolores Gómez y Jesús Lemus.
El incidente fue ampliamente condenado. En las semanas siguientes, organizaciones sindicales y figuras de izquierda realizaron varias manifestaciones y protestas pidiendo la disolución de los Camisas Doradas. Muchas de estas manifestaciones a menudo estallaron en peleas físicas entre los dos grupos, incluido un tiroteo el 19 de agosto entre los Camisas Doradas y los trabajadores en Tizapán, Álvaro Obregón.
La delegación mexicana al VII Congreso Mundial de la Internacional Comunista redactó una carta proponiendo una plataforma en la que se incluía la disolución del grupo paramilitar Acción Revolucionaria Mexicanista. La carta también pedía la expulsión del gobierno de los partidarios de Elías Calles.

## Planificación
El 19 de noviembre, Rodríguez Carrasco anunció que Acción Revolucionaria Mexicanista participaría en la festividad del Día de la Revolución. Afirmó que el grupo desfilaría y marcharía frente al Palacio Nacional en una demostración de poder contra el presidente Cárdenas. Este anuncio provocó un descontento generalizado entre las organizaciones pro-sindicatos, que constituyeron una gran parte del festival. El Comité de Defensa Proletaria, que estaba formado por varias organizaciones sindicales de izquierda, hizo campaña contra la participación del ARM, citando las violentas actividades antilaborales de la organización y un conflicto potencial. El comité inició varias negociaciones con autoridades federales y locales en oposición a la asistencia de Acción Revolucionaria Mexicanista e incluso pidió a las autoridades que cancelaran el desfile por completo.
En secreto, el comunista Valentín Campa recibió el encargo del Buró Político del Comité Central del PCM de orquestar un ataque a Acción Revolucionaria Mexicanista y asesinar a Rodríguez Carrasco.

## El incidente

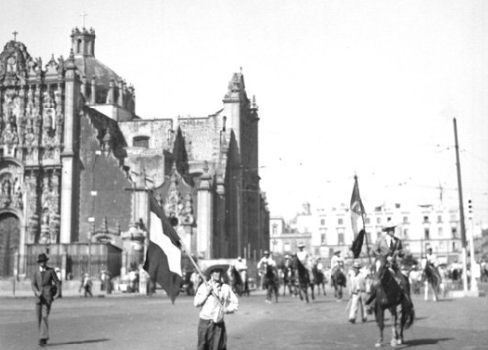
Camisas doradas marchando ante el conflicto.

El desfile del Día de la Revolución se desarrolló según lo planeado y muchas organizaciones participaron en el Zócalo. En el balcón central de Palacio Nacional se encontraba el secretario del presidente Cárdenas, Luis I. Rodríguez, quien presidía la celebración en representación del mandatario. Directamente debajo del balcón había 30 autos estacionados que servían como tribunas improvisadas para las figuras más radicales del PCM, entre las que se encontraba el pintor David Alfaro Siqueiros. Los autos estaban tripulados por integrantes del Frente Único de Trabajadores del Volante.
Con la fuerza de unos 75 jinetes y 100 hombres a pie, la Acción Revolucionaria Mexicanista marchó por la explanada. El grupo estaba organizado militarmente, marchando en formación liderada por Rodríguez Carrasco. Todos los miembros vestían camisas doradas y llevaban sombreros, portando banderas y estandartes. El grupo entregó folletos con requisitos previos a aquellos interesados en unirse a la organización.

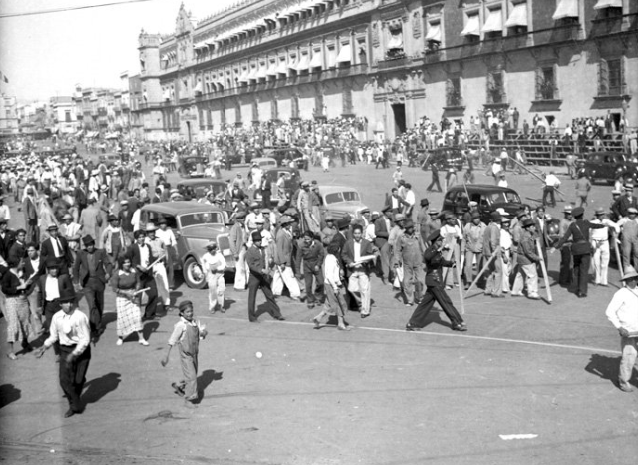
Enfrentamientos entre fascistas y comunistas frente al Palacio Nacional. En la foto también aparece el Frente Unido de Trabajadores del Volante.

Aproximadamente a las 2 de la tarde, Siqueiros, que se encontraba dando un discurso, le gritó desde lejos a Rodríguez Carrasco que las camisetas doradas tienen prohibido el paso. Rodríguez Carrasco luego dio instrucciones a los suyos de no acercarse a la multitud. Sin embargo, la situación rápidamente se agravó a medida que el temperamento de ambas partes se deterioró.
Según lo previsto por Campa, un grupo de jóvenes comunistas se enfrentó a la caballería y lanzó pequeños fuegos artificiales a las patas de los caballos. Los jinetes respondieron azotando al joven con sus lazos. Una pequeña flota de coches tripulados por conductores comunistas, que se habían organizado en secreto, embistió a los caballos en un rápido movimiento de flanqueo. Varios caballos y sus jinetes, incluido Rodríguez Carrasco, rodaron por la acera y quedaron incapacitados. En ese momento, los grupos comenzaron a pelearse utilizando vigas de madera arrancadas de gradas, piedras y pistolas. Las peleas a gran escala duraron aproximadamente una hora antes de que interviniera la policía.
En sus memorias, Campa afirma que Rodríguez Carrasco fue un objetivo específico. Luego de que Rodríguez Carrasco cayera de su caballo, abandonó rápidamente la zona. Un miembro anónimo del PCM lo observó y lo siguió hasta la esquina de la calle de República de Argentina y Guatemala, donde apuñaló a Rodríguez Carrasco en el abdomen con un puñal. Rodríguez Carrasco quedó gravemente herido y fue atendido por un médico de la Cruz Roja.

## Secuelas
Al día siguiente, El Universal informó 50 heridos y 3 muertos mientras que El Nacional informó un total de 47 heridos y 2 muertos.
8 miembros de Gold Shirt y 20 trabajadores fueron arrestados inmediatamente después del enfrentamiento. En los 3 días siguientes, la policía anunció el arresto de 10 miembros de Acción Revolucionaria Mexicanista que asistieron al desfile en posesión de armas ilegales.
El 24 de noviembre se celebró un funeral para Carlos Salinas Vela y José Trinidad García al que asistieron más de 15.000 personas asociadas a diversas organizaciones laborales.